# Banpresto
Banpresto Co., Ltd. (株式会社バンプレスト, Kabushiki-gaisha Banpuresuto) est une société japonaise de fabrication de jouets et de figurines ainsi que d’édition et de développement de jeux vidéo, fondée en avril 1977 et située dans l'arrondissement de Shinagawa à Tokyo.

## Description
Banpresto est née à Nakano (Tokyo) au Japon en 1977 sous le nom de Hoei Sangyo Co., Ltd.
En 1982, elle change de nom pour celui de Coreland Technology Co., Ltd et fait une grande partie de ses activités en sous-traitance avec Sega.
Bandai rachète une partie du capital en 1989, la société change de nom pour prendre son appellation actuelle de Banpresto Co., Ltd. À la fin de l'année, l'arrivée de Bandai permet à Banpresto de porter son capital à 300 millions de yens, et commence à investir beaucoup d'argent dans de nouvelles créations de jouets, les jeux vidéo et les appareils de divertissement, bénéficiant de la possibilité d'utilisation des licences Bandai.
Cela va s'avérer être un énorme succès, l'entreprise ne cessera d'augmenter jusqu'en 1992 ou son capital atteindra 1 400 million de yens. Un tel capital va leur permettre d'ouvrir leur propre parc d'attraction, appelé "Tokyo Gulliver, Matsudo" au mois de novembre. Cette même année, on assiste également à la création de Santowa Co., Ltd (actuellement appelé BanprestoSales Co., Ltd), une entreprise chargée de la gestion des ventes du groupe.
Banpre Kikaku Co., Ltd (renommé Banpresoft Co., Ltd en 1997) est créé durant le mois d'avril 1994, en tant que filiale du groupe ayant pour rôle le développement de jeux vidéo, alors qu'au mois de mai, Banpresto (H.K.) Ltd voit le jour dans le but de gérer le marché asiatique du groupe.
En octobre 2000, Banpresto est admis dans la seconde section à la bourse de Tokyo puis en première section en mars 2003.
Banpresto conclut un accord de base en avril 2004 pour prendre en main la gestion du parc d'attractions Asakusa Hanayashiki Amusement Park.
Lors de la rentrée de Bandai dans le groupe Namco Bandai Holdings en 2005, Banpresto rentre partiellement dans la holding.
En mars 2008, Namco Bandai Holdings tente de racheter l'entreprise, l'absorption s'effectue le 1er avril. La branche jeu vidéo Banpresto prend sa place dans le groupe en tant que filiale de Namco Bandai Games, tandis que le reste du groupe Banpresto est intégré comme filiale dans Namco Ltd.
Étroitement liée à Bandai depuis des années, cette firme est à l'origine d'un nombre important d'adaptations de mangas et d'anime en jeux vidéo, comme Sailor Moon, Naruto ou Mazinger.

Ancien siège social de Banpresto (Asakusa, Tōkyō)

Bandai Spirits annonce sa fusion avec Banpresto le 22 février 2019, héritant ainsi de tous ses droits et devoirs.
Bandai Spirits Co., Ltd. a publié un avis public de fusion avec Banpresto Co., Ltd. dans le journal officiel japonais du 22 février 2019.
La société Banpresto est officiellement dissoute.